# Juliusz Szczęsny Batura
Juliusz Szczęsny Batura (ur. 20 listopada 1953 w Augustowie).
Z wykształcenia jest matematykiem, po studiach pracował jako bibliotekarz, lecz zawsze zajmował się twórczością plastyczną. W 1986 Ministerstwo Kultury i Sztuki doceniając jego talent i zaangażowanie w dziedzinie plastyki nadało mu uprawnienia do wykonywania zawodu artysty grafika. Mieszka w Augustowie.

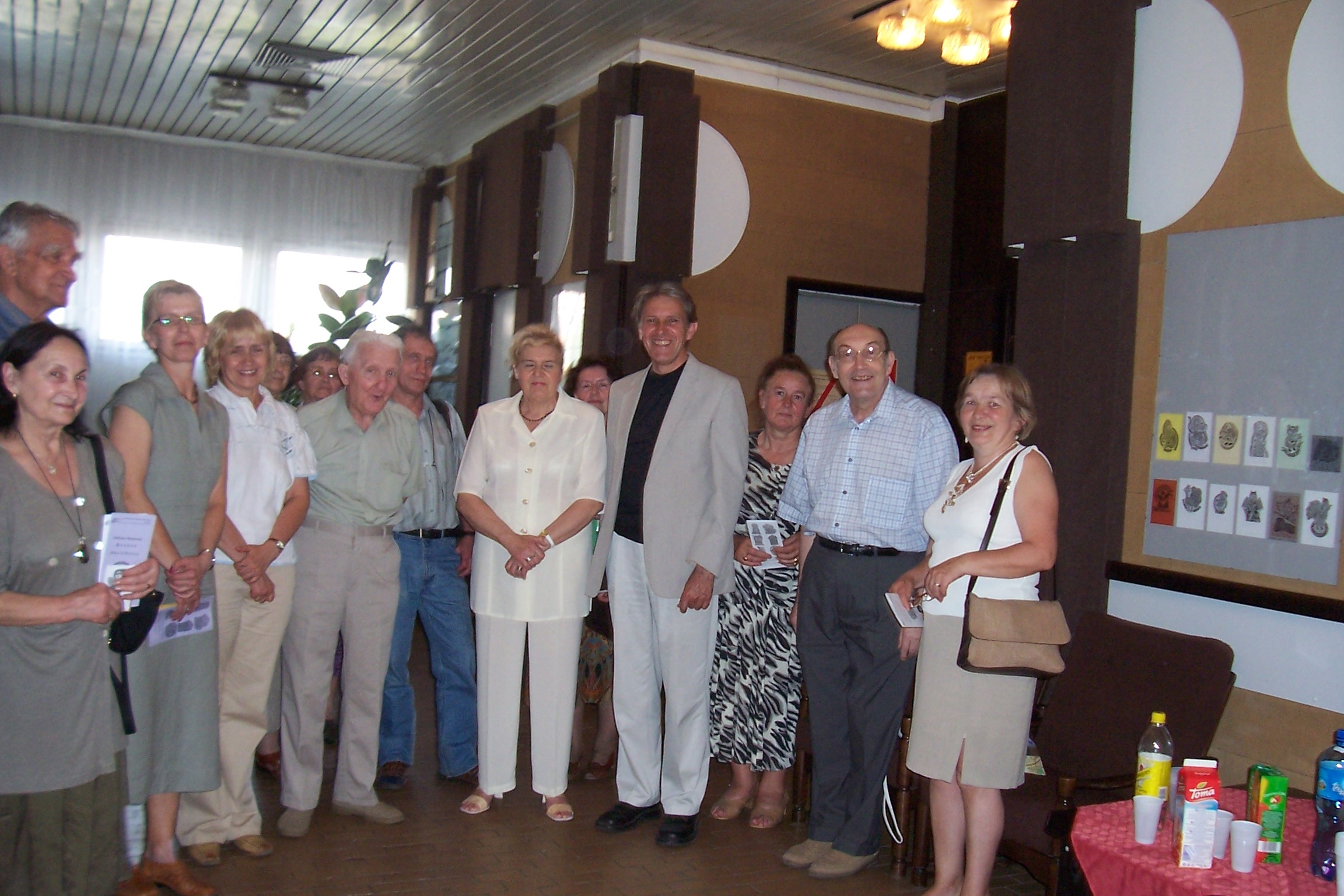
Juliusz Szczęsny Batura na otwarciu swojej wystawy ekslibrisów w 2007 r. w Widzewskiej Galerii Ekslibrisu w Łodzi

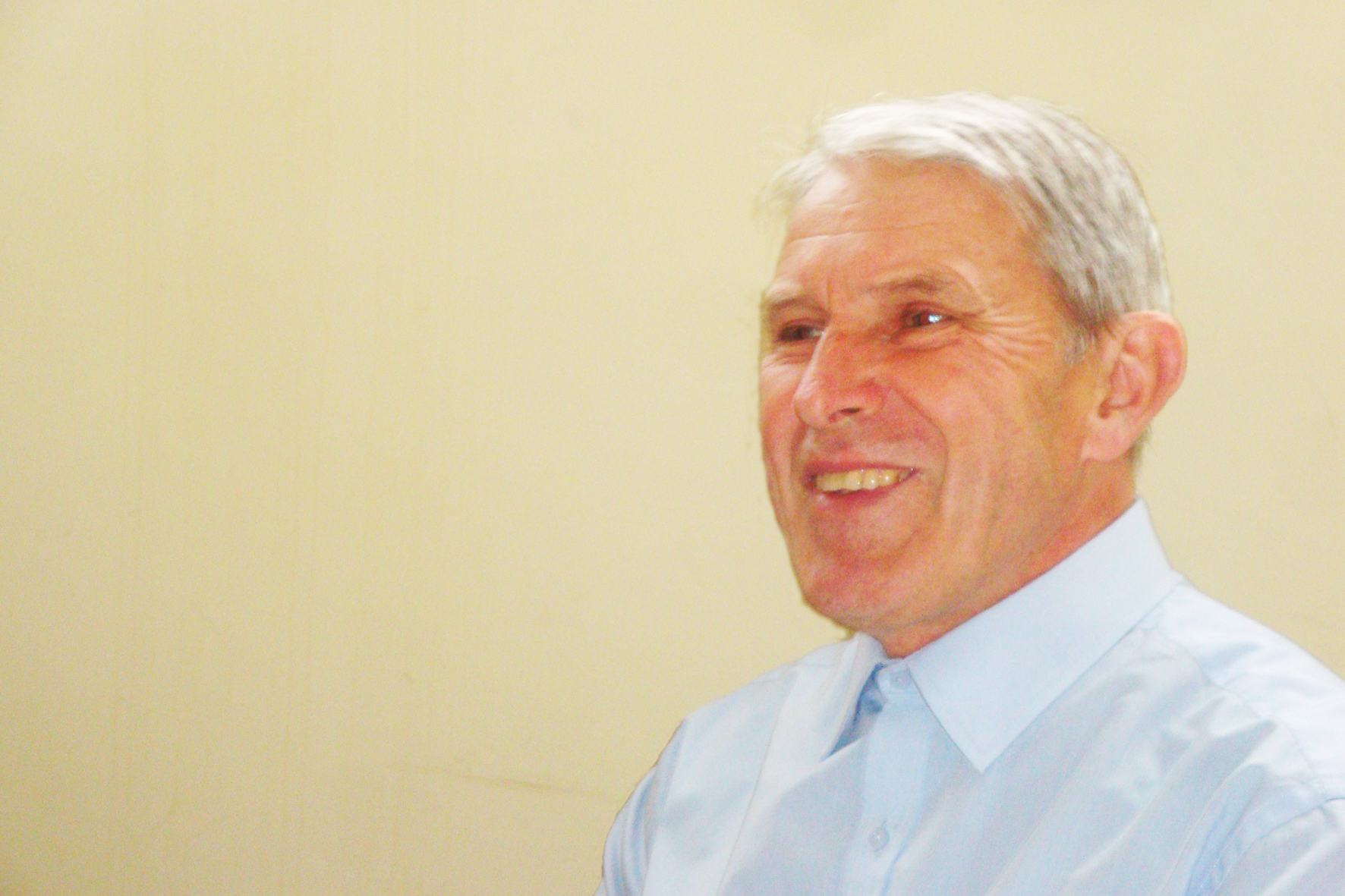
Juliusz Sz Batura portret 7 maja 2019 w WGE

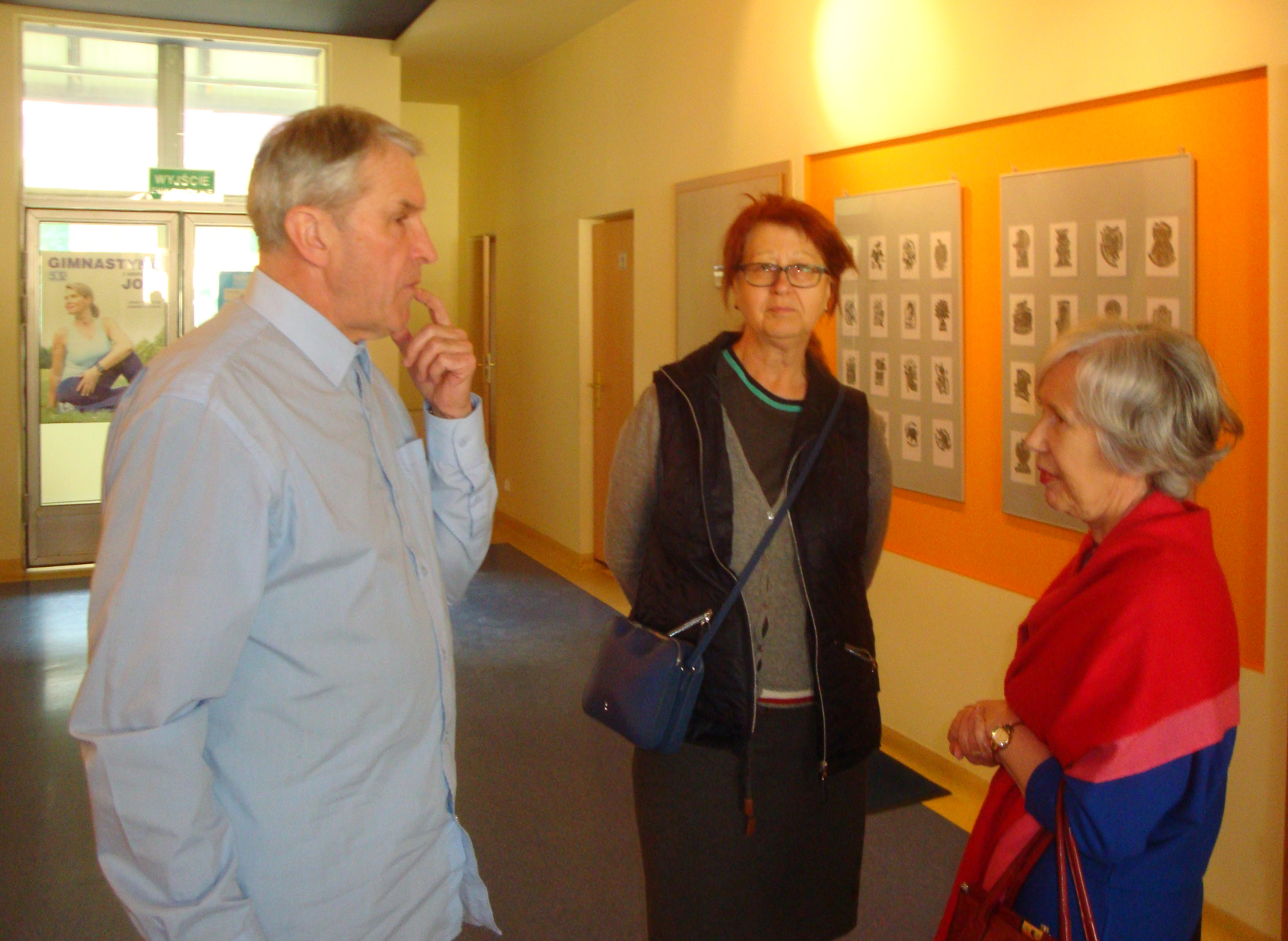
Juliusz Szczęsny Batura z żoną Blanką 7 maja 2019 na otwarciu swojej wystawy w Widzewskiej Galerii Ekslibrisu

## Charakterystyka twórcy
Miarą sukcesu Juliusza Szczęsnego Batury jest umieszczenie jego biogramu, portretu i listy opus w prestiżowej encyklopedii ekslibrisu Encyclopaedia Bio-Bibliographical of the Art of the Contemporary Ex-Libris w edycji 1996 wydanej w Portugalii w 5 językach. Jest on jednym z 14 opisanych tam twórców ekslibrisów z kilku krajów 3 kontynentów, jedynym Polakiem. Zamieszczono jego portret, reprodukcje 22 prac, z czego jedna na okładce wydawnictwa. Autorem biogramu jest Mirosław Zbigniew Wojalski. W roku 2008 zamieszczono informację o nim, fotografię twórcy i reprodukcje 10 prac w X Tomie Contemporary International Ex-Libris Artists, wydanym w Portugalii.
Był instruktorem plastyki w ZPPP (Młodzieżowy Dom Kultury) w Suwałkach. Uczył także plastyki w społecznej szkole w Augustowie. Równolegle z pracą zawodową zajmował się projektowaniem scenografii dla dziecięcych teatrzyków lalkowych prowadzonych przez żonę Blankę, wykonywał także kukiełki i maski.

## Klasyfikacja prac graficznych
Ekslibrisy jego cechują się niezwykłym indywidualnym piętnem. Ten, kto raz widział jego ekslibrisy, ten przy następnym spotkaniu z nimi nieomylnie rozpozna je wśród wielu innych.
Trudno niezwykle je klasyfikować, ocenić, każdy z nich bowiem jest inny, ale ze wszystkich emanuje wewnętrzne ciepło, humanizm, radość, pogoda ducha, przekazane w specyficznej formie ludycznej, w konwencji bajkowej, o ostro zarysowanych konturach i liniach.
Przedstawiają i fantastyczne stwory i znany nam zwierzyniec, choć nieczęsto w postaci realistycznej. Rozpoznać jednak można ptaki (bodaj najwięcej), ryby, motyle, konie, psy, koty, smoki etc. W twórczości Juliusza Szczęsnego Batury widzimy ogromne bogactwo zwierząt, roślin, kwiatów, ale jest też całe bogate instrumentarium świata techniki służącej człowiekowi – lokomotywa, balon, samolot, helikopter, pojazd kosmiczny, rower, zabawki mechaniczne, aparat fotograficzny, także wiatrak i przeróżne budowle etc. I oczywiście są też ludzie. Kobiety z instrumentami muzycznymi i bez, "baby-ryby" czyli syreny, amazonki etc. Głównie kobiety, choć widzimy  listonosza, ułana, pilota i mnóstwo innych egzemplifikacji "męskich" zawodów.
Również ekslibrisy okazjonalne np. dla papieża Jana Pawła II z okazji jego pielgrzymek po Polsce, dla Dzielnicowego Domu Kultury "Kraków Podgórze" (mającego duże osiągnięcia w dziedzinie propagowania ekslibrisu podobnie jak Dom Kultury "502" w Łodzi) i działającego tam Andrzeja Znamirowskiego, animatora i propagatora ekslibrisów.
Wykonał wiele ekslibrisów dla licznych przedstawicieli świata kultury i instytucji kultury, a także nauczycieli i szkół.
Większość ekslibrisów w pierwszych prawie dwudziestu latach to linoryty oznaczane jako X3, ale od połowy 1999 dużo plastikorytów oznaczanych jako X6 (stemple w pleksiglasie).
Wykonał 1405 ekslibrisów do maja 2019 r. (Tomasz Suma w swoim portalu internetowym ekslibrispolski zamieścił dokładny wykaz do roku 1994 do nr op. 309)

## Wystawy i konkursy
Ekslibrisy jego autorstwa były wystawiane wielokrotnie na wystawach w kraju i poza granicami. Uczestniczył w ponad 100 zbiorowych wystawach i konkursach na ekslibris, nierzadko uzyskując zaszczytne laury. Wystawy i konkursy krajowe, a także międzynarodowe.
Miał ponad 50 wystaw indywidualnych m.in. w Galerii Ekslibrisu w Krakowie, Warszawskiej Galerii Ekslibrisu w Warszawie, galeriach w Augustowie i wielu miastach Polski, także w Łodzi w Łódzkim Domu Kultury w 1991 i w Widzewskiej Galerii Ekslibrisu w Łodzi w 1994, w 2001 z okazji 20-lecia działalności artystycznej. 
W 2007 (22 maja-3 października 2007) była duża wystawa, 65., jego ekslibrisów w Łodzi, także w Widzewskiej Galerii Ekslibrisu oraz w 2012 77. wystawa: Ekslibrisy z lat 2007-2012 („Tysiąc znaków”).
Aktualna wystawa 7 maja - 7 października 2019 jest 102. wystawą i eksponowane są 102 ekslibrisy z lat 2017-2019 z jego dorobku ponad 1400 ekslibrisów, głównie linorytów (wiele dwubarwnych) ale i plastikorytów o różnorodnej tematyce rysunku. 12-stronicowy katalog ISBN 978-83-88638-82-4 zawiera 32 reprodukcje prezentowanych ekslibrisów i ich spis oraz portret autora, a także informację o Galerii.
Miał kilka wystaw indywidualnych poza granicami kraju m.in. w Druskiennikach, w Kupiszkach i Wilnie (Instytut Polski Uniwersytetu Wileńskiego) na Litwie, dwie w Aktube w Kazachstanie i dwie indywidualne wystawy w Stanisławowie (Ivano-Frankivsku) na Ukrainie.
Był organizatorem i współorganizatorem konkursów na ekslibris dla dzieci i młodzieży.
Był organizatorem wystaw ekslibrisów w swoim środowisku, często wystaw ogólnopolskich a nawet z udziałem twórców zagranicznych.

## Publikacje
Poczesne miejsce w jego twórczości plastycznej zajmuje ilustrowanie książek dla dzieci. Zilustrował m.in. Porwanie w Tiuturlistanie, Białowieskie opowieści, Korona i miecz, Kwiatki św. Franciszka, Opowieści ludu Hausa i szereg  innych, a także podręcznik matematyki.
Interesuje się baśniami i mitami różnych narodów, religią i filozofią, etnologią etc. i emanuje to wyraźnie z jego prac graficznych. „Niespiesznie ale z zaciekawieniem czekam, co też mi życie jeszcze przyniesie” – twierdził przed laty autor.